# El Centro
El Centro è una city degli Stati Uniti d'America, capoluogo della Contea di Imperial dello stato della California. È la città più grande dell'Imperial Valley, regione ad est della contea di San Diego.